# Дараселія Віталій Кухинович
Віталій Кухинович Дараселія (груз. ვიტალი დარასელია, 9 жовтня 1957, Очамчире — 23 грудня 1982, Зестафоні) — радянський футболіст, півзахисник.
Насамперед відомий виступами за клуб «Динамо» (Тбілісі), а також національну збірну СРСР.
Чемпіон СРСР. Володар Кубка Кубків УЄФА.

## Клубна кар'єра
Перший тренер – Бондо Какубава.
У дорослому футболі дебютував 1975 року виступами за команду клубу «Динамо» (Тбілісі), кольори якої і захищав до трагічної загибелі у 1982. Більшість часу, проведеного у складі тбіліського «Динамо», був основним гравцем команди.
Співавтор золотого тріумфу тбіліських «динамівців» у чемпіонаті СРСР 1978 року. Двічі допомагав команді здобути титул володарів Кубка СРСР. 13 травня 1981 року, за чотири хвилини до завершення основного часу фінального матчу розіграшу Кубка володарів кубків 1980—1981, став автором переможного гола у ворота східнонімецького клубу «Карл Цейс», принісши таким чином тбілісцям першу і допоки єдину перемогу в єврокубках.

## Виступи за збірну
У 1979 році дебютував в офіційних матчах у складі національної збірної СРСР. Протягом кар'єри у національній команді встиг провести у формі головної команди країни 22 матчі, забивши 3 голи.
У складі збірної був учасником чемпіонату світу 1982 року в Іспанії.

## Смерть
Трагічно загинув 23 грудня 1982 року на 26-му році життя через травми, отримані внаслідок автомобільної аварії. Дараселія, перебуваючи за кермом власного автомобіля, не впорався з керуванням на гірській дорозі неподалік грузинського Зестафоні, через що машина злетіла зі схилу до гірської річки. Тіло футболіста було знайдене лише через 13 днів після аварії за два кілометри від місця пригоди, куди було віднесене стрімкою течією річки.
Залишив доньку та сина, Віталія Дараселія-молодшого, який також став футболістом, захищав кольори національної збірної Грузії у першій половині 2000-х.

## Статистика виступів

### Статистика клубних виступів
| Сезон | Команда            | Чемпіонат                           | Чемпіонат | Чемпіонат |
| Сезон | Команда            | Ліга                                | Ігор      | Голів     |
| ----- | ------------------ | ----------------------------------- | --------- | --------- |
| 1975  | «Динамо» (Тбілісі) | Вища ліга                           | 13        | -         |
| 1976  | «Динамо» (Тбілісі) | Вища ліга (весна) Вища ліга (осінь) | 21        | 3         |
| 1977  | «Динамо» (Тбілісі) | Вища ліга                           | 18        | 2         |
| 1978  | «Динамо» (Тбілісі) | Вища ліга                           | 18        | 5         |
| 1979  | «Динамо» (Тбілісі) | Вища ліга                           | 33        | 7         |
| 1980  | «Динамо» (Тбілісі) | Вища ліга                           | 31        | 2         |
| 1981  | «Динамо» (Тбілісі) | Вища ліга                           | 33        | 2         |
| 1982  | «Динамо» (Тбілісі) | Вища ліга                           | 25        | 5         |

## Титули і досягнення
- Володар Кубка Кубків УЄФА (1): 1981
- Чемпіон СРСР (1): 1978
- Володар Кубка СРСР: 1976, 1979
- Чемпіон Європи (U-18): 1976
- Чемпіон Європи (U-21): 1980